# Monssen (Schiff, 1941)
USS Monssen (Kennung: DD-436) war ein Zerstörer der Gleaves-Klasse im Dienst der US-Navy. Sie wurde 1941 zunächst der Atlantikflotte zugeteilt und war dort an den Operationen der Amerikanischen Neutralitätspatrouille beteiligt. Ab Februar 1942 wurde die Monssen in den Pazifik beordert und nahm dort bis zum Sommer 1942 an den mehreren bedeutenden Operationen und Schlachten des Pazifikkrieges teil. Ab August war sie in die Kämpfe um Guadalcanal verwickelt und wurde schließlich am 13. November 1942 in der Seeschlacht von Guadalcanal durch japanische Überwassereinheiten versenkt.
Benannt war das Schiff nach Chief Gunner’s Mate Mons Monssen, der 1904 auf dem pre-Dreadnought Missouri eine Magazinexplosion verhindert hatte. Dafür wurde ihm die Congressional Medal of Honor verliehen.

## Einsatz im Atlantik

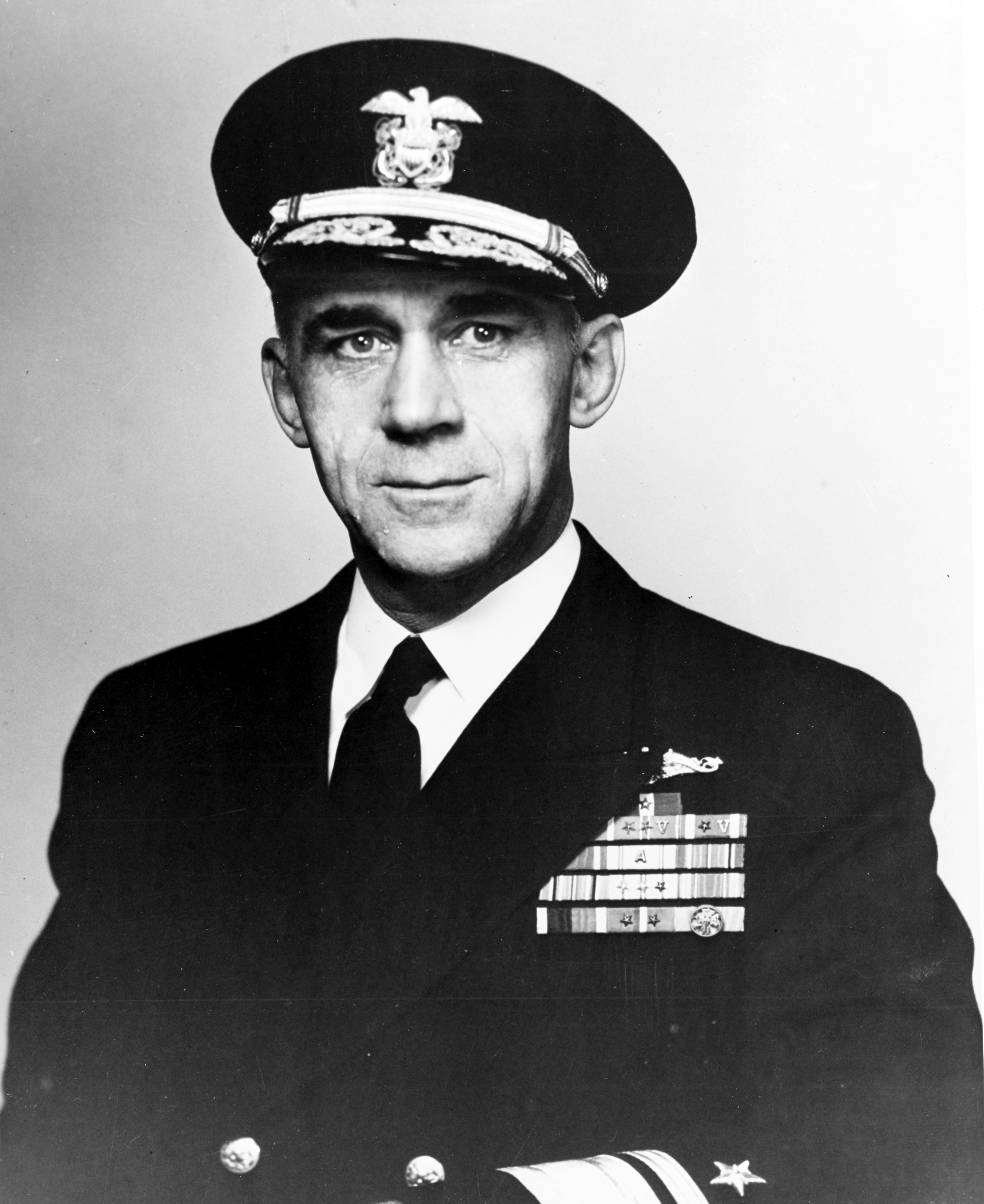
Roland N. Smoot, später Vizeadmiral, war der erste Kommandant der Monssen. Er führte das Schiff durch die meisten seiner Einsätze

Nach der Indienststellung im März 1941 und Erprobungsfahrten stieß die Monssen unter dem Kommando von Lt. Commander Roland N. Smoot, der später Rear Admiral wurde, am 29. Juni 1941 zur Atlantikflotte und nahm an Operationen der Amerikanischen Neutralitätspatrouille teil, die sich insbesondere gegen deutsche U-Boote richteten. Im Februar 1942 verlegte sie für eine Überholung nach Boston und wurde danach in den Pazifik beordert.

## Einsatz im Pazifik

### Frühjahr und Sommer 1942

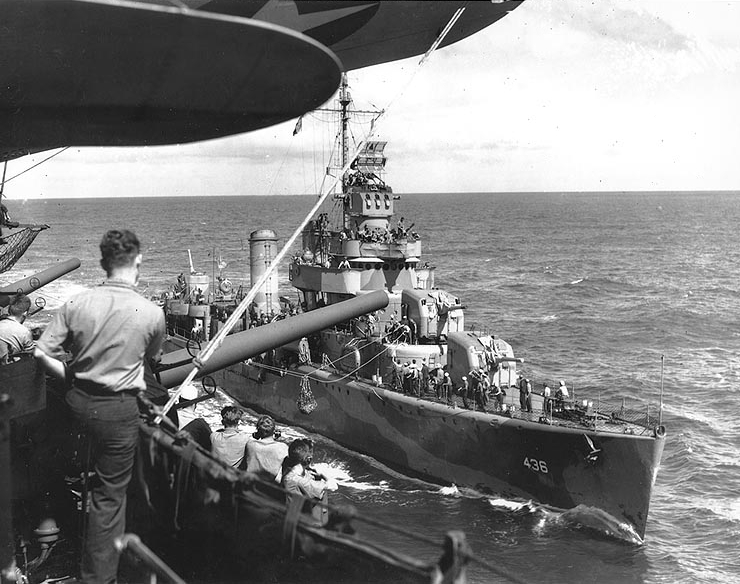
Die Monssen bei einer Postübergabe neben dem Flugzeugträger Enterprise am 19. Mai 1942 während eines Einsatzes im Südpazifik.

Ende März 1942 erreichte die Monssen San Francisco und wurde umgehend einer Task Force zum Schutz des Flugzeugträgers Hornet zugeteilt. Sie begleitete die Hornet im April während des Doolittle Raids und im Juni in der Schlacht um Midway, die als Wendepunkt des Pazifikkrieges gilt.

### Guadalcanal
Am 7. August 1942 griffen Landungsverbände der US-Marines unter dem Schutz von 82 Kriegsschiffen Guadalcanal, Tulagi und weitere umliegende von den Japanern besetzte Salomoneninseln an. An dieser Operation unter dem Codenamen „Watchtower“, der ersten alliierten Gegenoffensive des Pazifikkriegs, nahm die Monssen zunächst als Feuerunterstützung der Landeoperationen auf Tulagi und Gavuto teil und wurde nach der geglückten Landung zur Sicherung der östlichen Einfahrt in den Sund zwischen Guadalcanal und den Nggela-Inseln (auch Florida Island), später Ironbottom Sound genannt, eingesetzt. Als Teil der dieser Sicherungsgruppe konnte das Schiff in der Nacht vom 8. auf den 9. August nicht in die Schlacht vor Savo Island eingreifen, die für die Alliierten in einer katastrophalen Niederlage endete. Die östliche Sicherungsgruppe unter Admiral Norman Scott befand sich zwar in Reichweite, aber Scott hatte angenommen, dass sich zwei alliierte Kreuzergruppen in der Dunkelheit gegenseitig beschossen. Commander Smoot reagierte mit Unverständnis auf Scotts Entscheidung, nicht in den Kampf einzugreifen und fürchtete, die japanische Flotte würde die getrennt fahrenden Task Groups nacheinander ausschalten.
Nach der Schlacht verblieb die Monssen zur Nachschubsicherung in den Gewässern um Guadalcanal, wurde dann der Task Force der Enterprise zugeteilt und nahm vom 23. bis 25. August als eine der Sicherungseinheiten des Trägers an der Schlacht bei den Ost-Salomonen teil. Ende August geleitete die Monssen die, durch einen Torpedotreffer des japanischen Uboots I-26, schwer beschädigte Saratoga zu Notreparaturen nach Tonga.

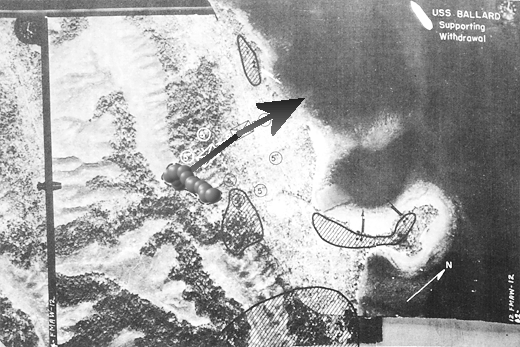
Luftbild mit Anmerkungen zur Operation nordwestlich der Matanikaumündung: Die Monssen am oberen Bildrand wird hier fälschlich als USS Ballard identifiziert, die ebenfalls an der Evakuierung der Marines mitwirkte.

Nach einer Konvoifahrt mit dringend benötigtem Nachschub für die Marines an Land war die Monssen ab dem 27. September dem örtlichen Marines-Kommando an der Küste unterstellt und leistete mit der 12,7-cm-Hauptbatterie direkte Feuerunterstützung. Im Laufe des Einsatzes nahe der Mündung des Matanikau wurde die Monssen über Flaggensignale von der Küste aus kontaktiert und Commander Smoot sandte ein Beiboot an den Strand, um einen kleinen Trupp Marines aufzunehmen. Dieser wurde angeführt von Lt. Col. Lewis B. „Chesty“ Puller, einem der höchstdekorierten Soldaten des Marine Corps. Puller berichtete, dass eine größere Gruppe der 1st Marine Division beim Versuch, hinter den feindlichen Linien zu landen, von den Japanern eingekreist worden sei. Die Eingeschlossenen sollten sich daraufhin mit Unterstützung der Monssen an den Strand vorkämpfen und einschiffen. Eilig herbeigerufene Küstenfahrzeuge und Beiboote der Monssen sollten die Marines aufnehmen und mit der Feuerunterstützung des Zerstörers vom Strand evakuieren. Das Unternehmen gelang, allerdings unter Verlusten bei den Rettungsmannschaften und Besatzungen der Küstenfahrzeuge. Die Seeleute Samuel B. Roberts und Douglas Munro fielen und erhielten für ihre Tapferkeit posthum höchste Auszeichnungen der US-Navy.
Danach kehrte die Monssen zum Geleitzugdienst zurück und unterstützte am 1. Oktober die Alhena (AK-26), einen zum Attack Transport umgebauten C2-Frachter. Die Alhena war von dem japanischen U-Boot I-4 torpediert worden und musste zunächst von der Monssen, später von dem Navy-Hochseeschlepper Navajo (AT-64) in Schlepp genommen werden, nachdem der Zerstörer das U-Boot abgedrängt hatte. In den folgenden Tagen musste Smoot aufgrund einer Erkrankung sein Kommando aufgeben und zur medizinischen Behandlung in die USA zurückkehren. Nachdem der als Ersatz für Smoot vorgesehene Offizier bei einem Flugzeugabsturz ums Leben gekommen war, übernahm der Executive Officer der Monssen, Lt. Commander Charles E. McCombs das Kommando.

### Untergang in der ersten Seeschlacht von Guadalcanal
Auf dem Höhepunkt der Kämpfe um Guadalcanal entsandte Admiral Yamamoto im Rahmen einer größeren Flottenoperation von der Marinebasis Truk und Rabaul aus eine Beschießungsflotille unter dem Kommando von Admiral Abe in die Salomonen. Diese sollte den für den amerikanischen Brückenkopf auf Guadalcanal überlebenswichtigen Flugplatz Henderson Field zerstören oder zumindest zeitweise ausschalten, damit starke Einheiten der japanische Armee per Truppentransport anlanden könnten. Da sich gezeigt hatte, dass die Versorgung und Verstärkung der vorhandenen Armeeeinheiten durch schnelle, als Transporter zweckentfremdete Zerstörer („Tokyo Express“) bei weitem nicht ausreichte, sollte den langsameren Transportschiffen so ausreichend Zeit für eine Landung ohne die Gefahr amerikanischer Luftangriffe von Henderson Field verschafft werden.

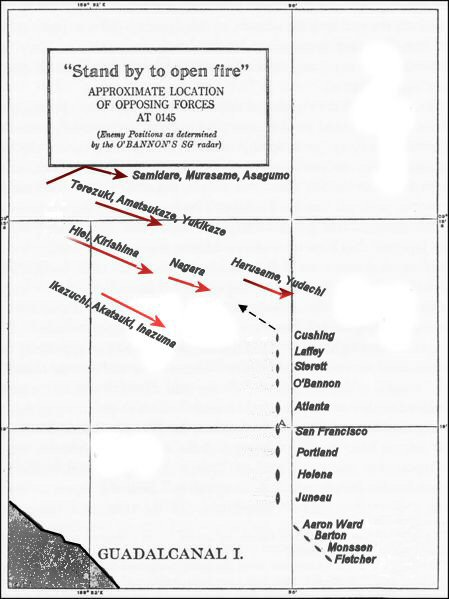
Die erste Seeschlacht von Guadalcanal: Lage gegen 01:45 Uhr, die Monssen als vorletztes Schiff in der Formation, Callaghans Flaggschiff die San Francisco in der Mitte.

Die Monssen wurde einer eilig zusammengestellten Task Group (TG 67.4) unter Rear Admiral Daniel J. Callaghan, bestehend aus zwei schweren Kreuzern, drei leichten Kreuzern und acht Zerstörern, zugeteilt, die sich Abes schwerem Beschießungsverband, bestehend aus zwei Schlachtschiffen, einem leichten Kreuzer und elf Zerstörern, in den Weg stellen musste. Für die Nacht vom 12. auf den 13. November war die Beschießung von Henderson Field geplant und die japanischen Schiffe trafen gegen 01:25 Uhr in der Meerenge zwischen Savo und Guadalcanal ein. Callaghans Schiffe näherten sich trotz vorzeitiger Radaraufklärung bis auf kürzeste Entfernung (von nur wenigen tausend Metern) dem japanischen Verband, der auf optische Zielerfassung angewiesen war. Gegen 01:48 Uhr wurde das Feuer eröffnet, darauf entwickelte sich ein chaotisches Seegefecht mit schwersten Treffern und Verlusten auf beiden Seiten. Der japanische Verband drehte vor der Beschießung von Henderson Field ab und verlor am folgenden Tag noch das in der Nacht beschädigte Schlachtschiff Hiei.
Als Teil der aus vier Zerstörern bestehenden amerikanischen Nachhut der Schlachtlinie war die Monssen erst spät im Verlauf der Schlacht dem japanischen Feuer ausgesetzt. Nachdem sie verschiedene Ziele bekämpft und einen Torpedofächer abgefeuert hatte, wurde sie gegen 02:25 Uhr von mehreren Salven schwer getroffen, darunter drei schwere 35,56-cm-Schlachtschiffgranaten. Mehrere Geschütztürme wurden außer Gefecht gesetzt, Kessel und Maschinenräume wurden getroffen, die Maschinenanlage und die Stromversorgung fielen aus, das Schiff machte daraufhin keine Fahrt mehr. Mindestens eine Brandgranate, die noch für die Beschießung des Flugfeldes vorgesehen war, traf die Aufbauten und entfachte ein großes Feuer, das mit dem Ausfall der Löschanlagen nicht mehr unter Kontrolle zu bringen war. Darauf befahl Lt. Commander McCombs alle Mann von Bord. Die seit den frühen Morgenstunden brennende Monssen versank am Nachmittag des 13. November. Etwa 40 % der Besatzung wurden im Laufe des anbrechenden Tages von Wasserflugzeugen sowie kleineren Schiffen und Patrouillenbooten gerettet, 145 Besatzungsmitglieder überlebten den Untergang nicht.

## Auszeichnungen
Für ihre Dienste im Pazifikkrieg erhielt die Monssen vier Battle Stars:
- ein Star für die Landeoperationen auf Guadalcanal 7.–9. August 1942,
- ein Star für die Schlacht bei den Ost-Salomonen 23.–25. August 1942,
- ein Star für die Operationen um Guadalcanal 18. September – 12. November 1942 und
- ein Star für die Seeschlacht von Guadalcanal 13.–15. November 1942.

## Entdeckung des Wracks

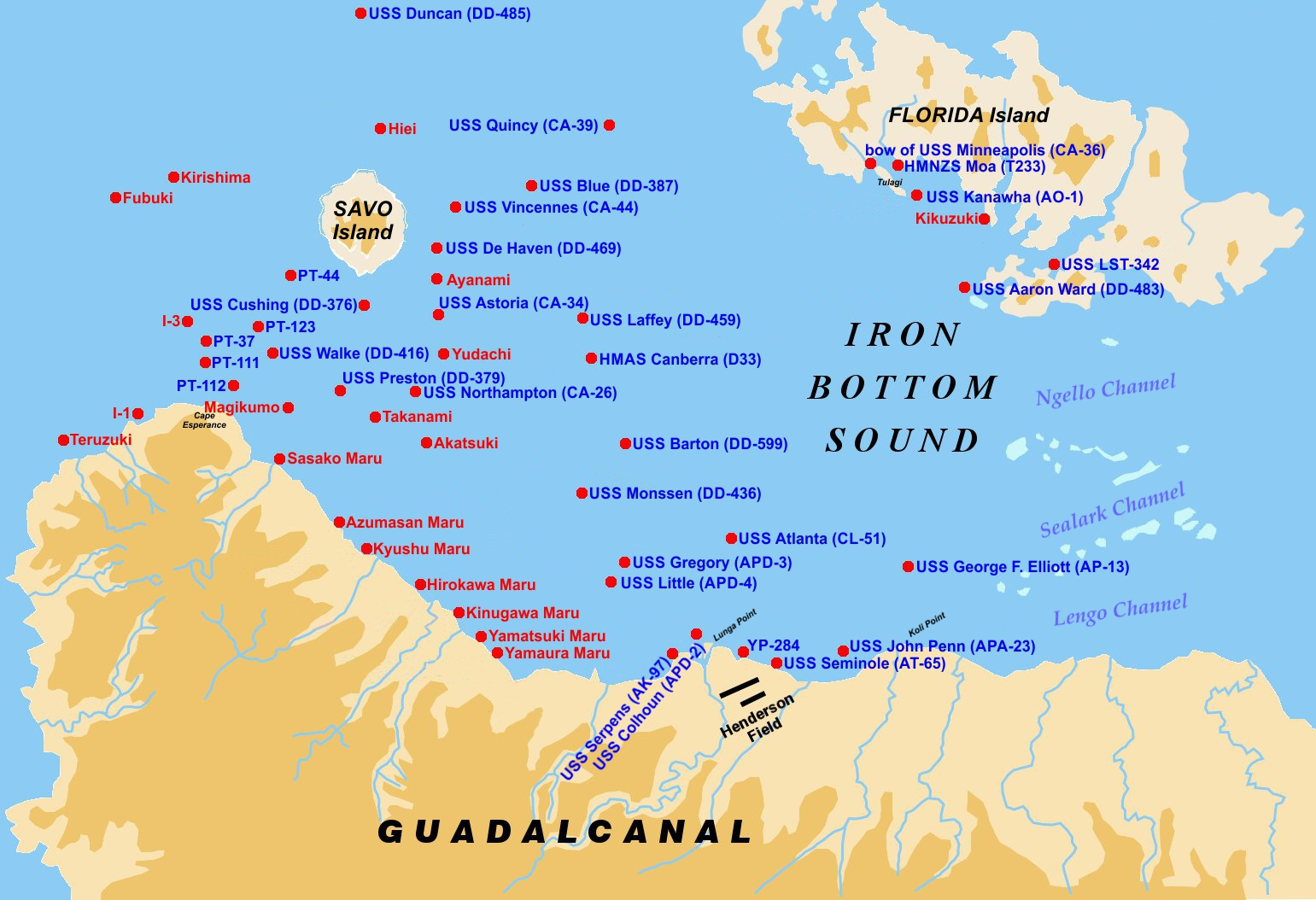
Ironbottom Sound mit den Positionen der Wracks

Der Unterwasserarchäologe Robert Ballard erforschte 1991 und 1992 in zwei Expeditionen die Wracks zwischen Guadalcanal, Savo und den Nggela-Inseln. Neben vielen anderen während der verschiedenen Seegefechte im Ironbottom Sound gesunkenen Schiffe fand er auch die Monssen vor Lunga Point in ca. 600 Metern Tiefe aufrecht am Meeresgrund liegend in einem Trümmerfeld, das er „Friedhof der Zerstörer“ benannte.
Ballard beschreibt den Schiffskörper, im Gegensatz zu einigen anderen Wracks, als relativ intakt. Die Brücke ist jedoch nicht mehr vorhanden und weitere schwere Schäden besonders an den Aufbauten und Geschützen, wohl durch etwa 30 bis 40 Treffer, sind anhand der Unterwasseraufnahmen ersichtlich. Die beiden vorderen 12,7-cm-Geschütztürme sind noch nach Steuerbord gedreht, Geschütz Nr. 2 hat kein Dach mehr und ist aus der Rohrwiege gesprungen, der vordere Schornstein ist zur Backbordseite umgestürzt.